# Giovanni Niccolò Servandoni
Giovanni Niccolò Servandoni (Firenze, 2 mei 1695 - Parijs, 19 januari 1766) was een Italiaans-Frans kunstschilder, decorontwerper en architect.

## Biografie

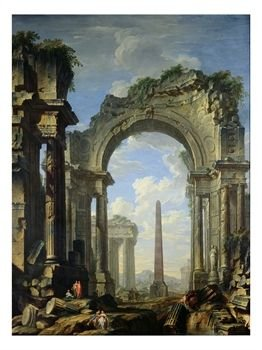
Ruïneschilderij van Servandoni

### Activiteiten in verschillende landen

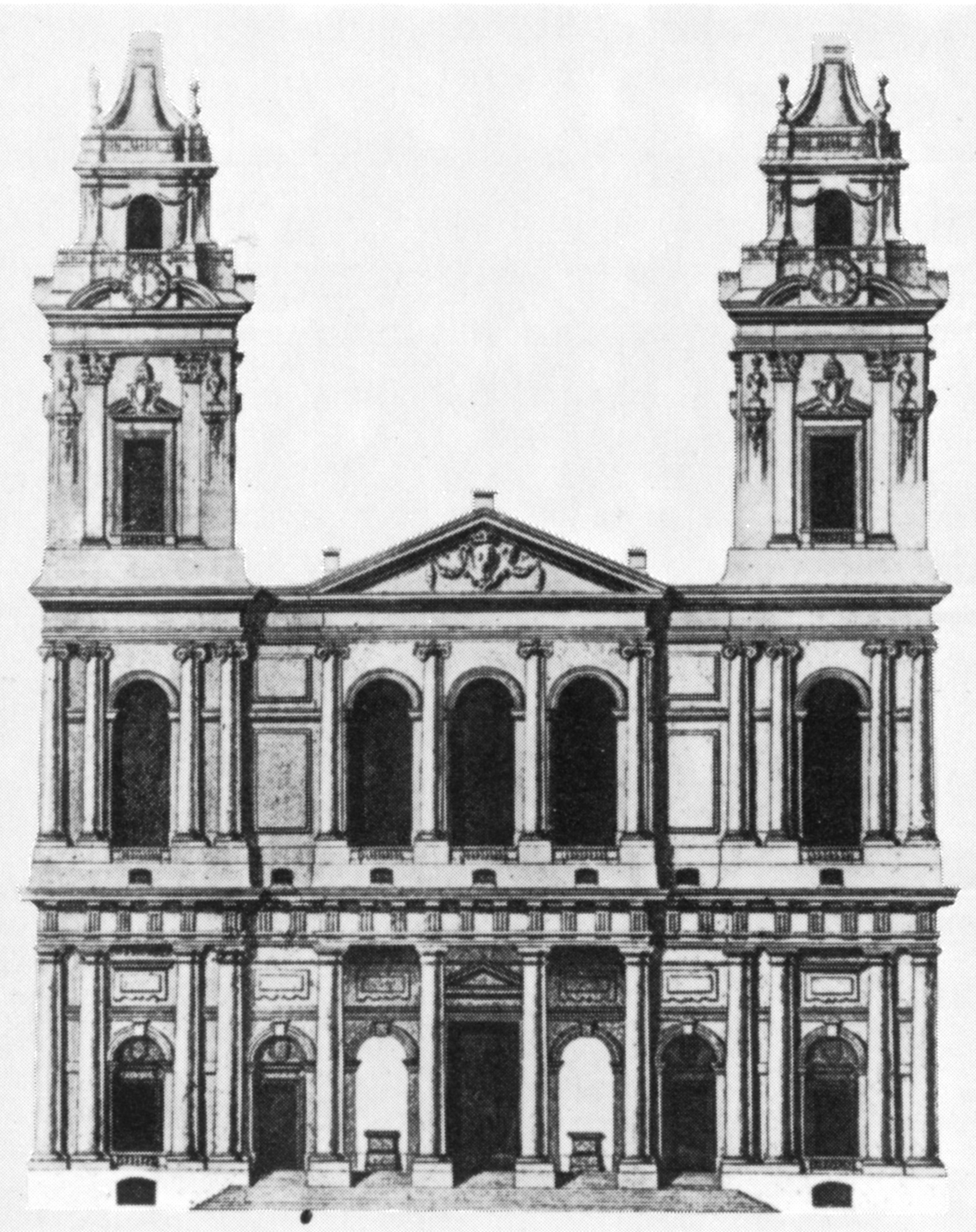
Ontwerp uit 1732 van Servandoni voor de Église Saint-Sulpice

Servandoni werd geboren in Firenze, maar zijn vader, Jean-Louis Servandon was een koetsier uit Lyon. Hij reed tussen Frankrijk en Italië. In 1718 huwde Giovanni Niccolò Servandoni in Grenoble, waar hij ook een zoon kreeg, Jean-Nicholas. Reeds snel liet hij zijn gezin in de steek en trok naar Rome om er carrière te maken. Hij kwam er onder invloed van theateringenieur Giuseppe Galli da Bibiena en de schilder Giovanni Paolo Panini. Met Lord Burlington en architect William Kent verhuisde hij van Rome naar Londen, waar hij geïnspireerd werd door de palladiaanse architectuur. In Londen huwde hij opnieuw, waardoor hij waarschijnlijk bigamist werd. Met zijn tweede vrouw kreeg hij nog acht kinderen. In 1723 verhuisde hij met zijn tweede vrouw naar Parijs, waar hij met behulp van zijn Engelse contacten bekendheid verwierf als scenograaf en aan de slag ging in de salle des machines in de Tuilerieën. Vanaf dan ontwierp hij decors voor heel wat bekende opera's, waaronder Phaëton van Jean-Baptiste Lully. Hiervoor werd hij opgenomen in de Académie royale de peinture et de sculpture. Intussen schilderde hij vooral ruïnes, geïnspireerd door Panini. Verder legde hij zich toe op het ontwerpen van architecturale decors voor feestelijkheden, zowel in open lucht - onder meer rond de Seine - als in gebouwen.
Als architect tekende hij vanaf 1732 verschillende plannen voor de Église Saint-Sulpice in Parijs. Ook de Église Saint-Christophe in Coulanges-la-Vineuse werd door hem ontworpen. Desondanks kreeg hij destijds weinig erkenning als architect. Omstreeks 1744 verliet Servandoni Parijs wegens financiële problemen. Hij trok terug door Europa, onder meer langs Madrid en Lissabon, om in 1747 terug in Londen aan te belanden. Daar ging hij terug als scenograaf werken, onder meer aan het Royal Opera House. Op 27 april 1749 vond in het Green Park te Londen de première plaats van Music for the Royal Fireworks van Georg Friedrich Händel. Het orkest zat in een tijdelijk opgetrokken bouwwerk, ontworpen door Servandoni. Ook het vuurwerk zou ontworpen zijn door Servandoni. Het liep echter mis: tijdens de voorstelling werd het slecht weer, waardoor een deel van het decor vuur vatte. Servandoni werd woest en gooide zijn zwaard naar een van de verantwoordelijken. Hij werd prompt gearresteerd en voor een nacht in de gevangenis gegooid. Pas nadat hij zijn verontschuldigingen had aangeboden, kwam hij weer vrij.

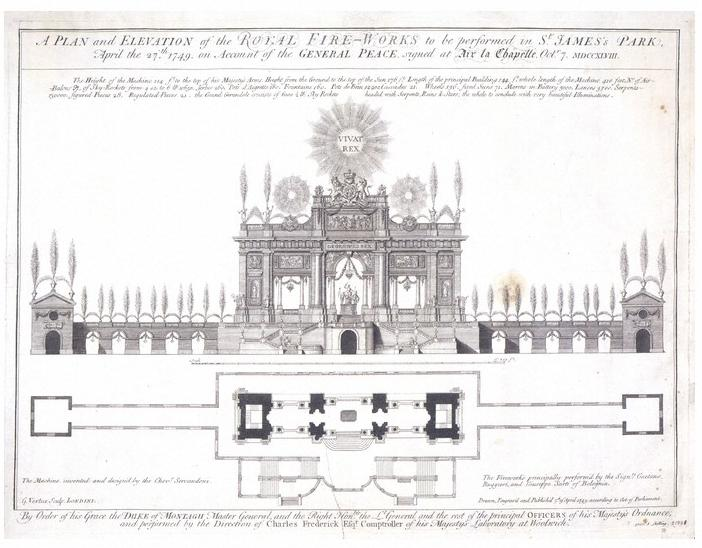
Ontwerp van Servandoni van het decor voor Music for the Royal Fireworks

In 1751 ging hij weer terug naar Parijs, waar hij verder werkte aan de Saint-Sulpice en voor zichzelf een appartement liet inrichten op het plein voor de kerk.

### Activiteiten in België

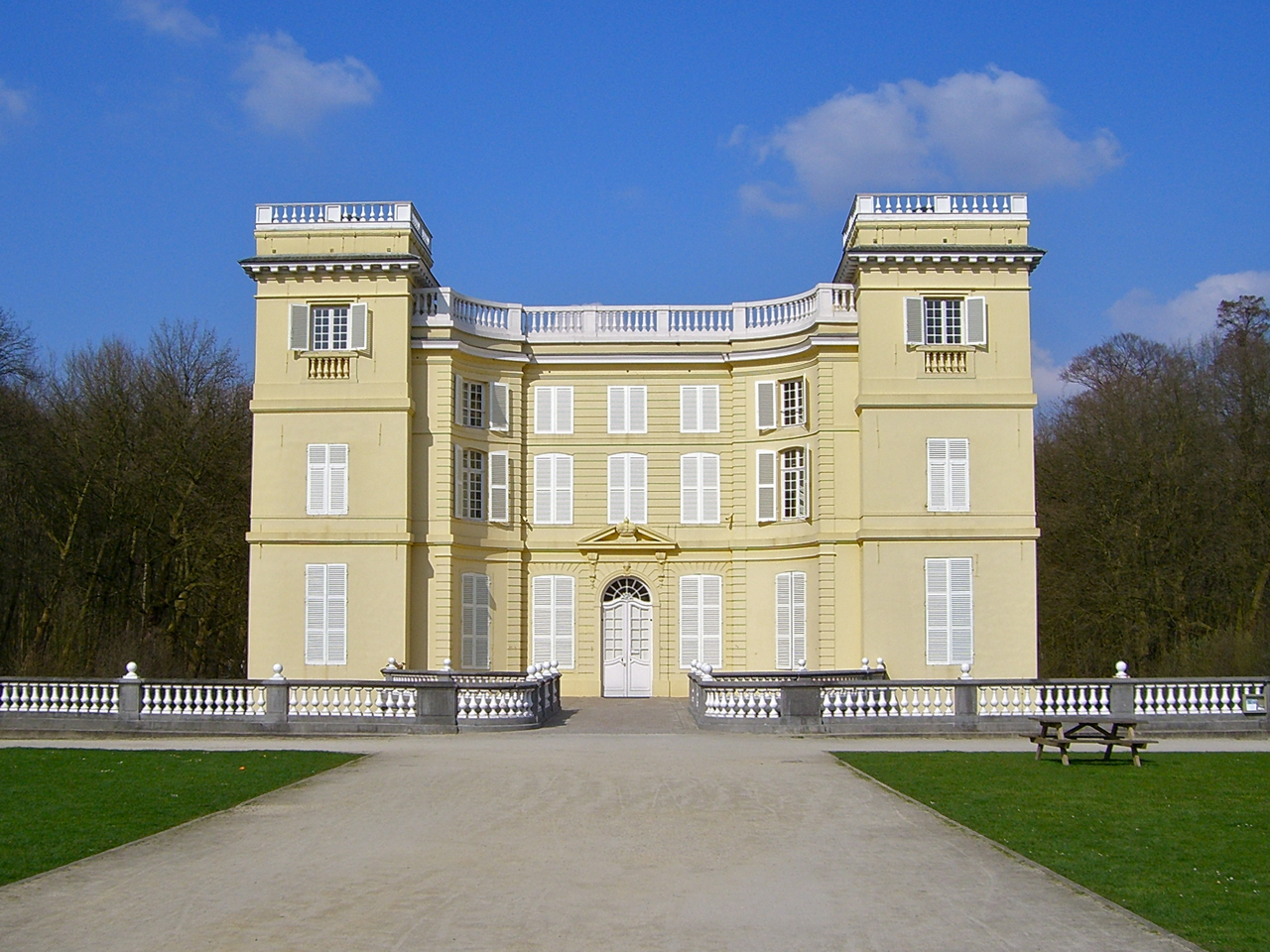
Het Kasteel d'Ursel

In 1759 ging hij opnieuw op de vlucht voor schuldeisers. Ditmaal trok hij naar Brussel, waar hij contacten had met vooraanstaande personen van de Oostenrijkse Nederlanden, waaronder graaf van Cobenzl. Servandoni's zoon uit zijn eerste huwelijk, Jean-Nicolas, was intussen in Brussel directeur van de Koninklijke Muntschouwburg geworden. Hij stond er bekend onder de artiestennaam D'Hannetaire en Servandoni stelde hem voor als zijn neef. Via zijn zoon kwam hij in contact met nog meer vooraanstaande personen, waaronder Karel van Lorreinen, de hertog van Arenberg en de hertog van Ursel, die hem opdrachten bezorgden. Een belangrijke opdracht van Servandoni uit die tijd was de verbouwing van het Arenbergpaleis te Brussel. Ook het - in de jaren 2010 afgebroken - Kasteel van Mesen werd toen door Servandoni ontworpen in opdracht van de laatste markies van Lede, Emmanuel Ferdinand François de Bette. In opdracht van hertog Karel van Ursel, een van zijn belangrijkste opdrachtgevers, gaf Servandoni het Kasteel d'Ursel (bekend als het "Kasteel van Hingene") zijn huidige neoclassicistische vorm. Ook de plannen voor het park waren van hem; dit was het enige ontwerp voor een tuin dat hij maakte. Ondanks al deze opdrachten bleef hij de financiële schulden opstapelen, ook aan zijn zoon.
In 1762 keerde Servandoni terug naar Parijs, waar hij op 19 januari 1766 in armoede overleed.

## Erkenning
In 1806 werd in Parijs een straat naar Giovanni Niccolò Servandoni genoemd: de "Rue Servandoni". Verder bleef Servandoni lange tijd weinig bekend. Een eerste doctoraatsthesis over hem werd pas gemaakt in 1990 door Clare Hornsby: "The life and work of Giovanni Niccolò Servandoni (1695-1766)".
- Biblioteca Nacional de España: XX1061493
- Bibliothèque nationale de France: cb141367315 (data)
- Gemeinsame Normdatei: 118796291
- International Standard Name Identifier: 0000 0000 6657 258X
- KulturNav: 19f802e7-d3d9-44ce-ae61-ca7b42345d91
- Library of Congress Control Number: n97848525
- Nederlandse Thesaurus van Auteursnamen: 071235310
- RKD-Nederlands Instituut voor Kunstgeschiedenis: 72068
- SNAC: w6sf4wq4
- Système universitaire de documentation: 09197738X
- Union List of Artist Names: 500026775
- Virtual International Authority File: 29740656
- WorldCat: E39PBJvt7jCmbRBWdXtDPfBHG3